# SMART
 (engl. SMART Simple Modular Architecture Research Tool) je klasifikaciona šema koja se koristi za identifikaciju i analizu proteinskih domena.